# Кресент-Сіті (Іллінойс)
Кресент-Сіті (англ. Crescent City) — селище (англ. village) в США, в окрузі Іроквай штату Іллінойс. Населення — 552 особи (2020).

## Географія
Кресент-Сіті розташований за координатами 40°46′19″ пн. ш. 87°51′23″ зх. д. / 40.77194° пн. ш. 87.85639° зх. д. (40.771847, -87.856302).  За даними Бюро перепису населення США в 2010 році селище мало площу 1,31 км², уся площа — суходіл.

## Демографія
Згідно з переписом 2010 року, у селищі мешкало 615 осіб у 264 домогосподарствах у складі 174 родин. Густота населення становила 471 особа/км².  Було 276 помешкань (211/км²).
Расовий склад населення:
| - 98,9 % — білих - 0,3 % — корінних американців - 0,3 % — азіатів - 0,2 % — чорних або афроамериканців |

До двох чи більше рас належало 0,3 %. Частка іспаномовних становила 1,1 % від усіх жителів.
За віковим діапазоном населення розподілялося таким чином: 20,8 % — особи молодші 18 років, 58,2 % — особи у віці 18—64 років, 21,0 % — особи у віці 65 років та старші. Медіана віку мешканця становила 42,7 року. На 100 осіб жіночої статі у селищі припадало 91,0 чоловіків;  на 100 жінок у віці від 18 років та старших — 88,8 чоловіків також старших 18 років.
Середній дохід на одне домашнє господарство  становив 57 402 долари США (медіана — 47 500), а середній дохід на одну сім'ю — 62 964 долари (медіана — 54 375). Медіана доходів становила 42 159 доларів для чоловіків та 30 625 доларів для жінок. За межею бідності перебувало 12,6 % осіб, у тому числі 16,1 % дітей у віці до 18 років та 3,3 % осіб у віці 65 років та старших.
Цивільне працевлаштоване населення становило 395 осіб. Основні галузі зайнятості: освіта, охорона здоров'я та соціальна допомога — 39,2 %, роздрібна торгівля — 9,9 %, виробництво — 8,6 %, будівництво — 8,4 %.